# الکساندریا (مینه‌سوتا)
الکساندریا  (به انگلیسی: Alexandria) شهری در شهرستان داگلاس ایالت مینه‌سوتا در کشور ایالات متحده آمریکا است که جمعیت آن در سرشماری سال ۲۰۱۰ میلادی، ۱۱۰۷۰ نفر بوده‌است.